# Tharman Shanmugaratnam
Tharman Shanmugaratnam (en tamoul : தர்மன் சண்முகரத்தினம் ; en chinois simplifié : 尚达曼), né le 22 janvier 1957 à Singapour, est un homme d'État singapourien. Il est président de la république depuis le 14 septembre 2023.

## Jeunesse
Né à Singapour, alors sous administration britannique, Tharman Shanmugaratnam est d'ascendance tamoule sri lankaise. Après des études à l'École anglo-chinoise, il a obtenu un baccalauréat en sciences économiques à la London School of Economics puis une maîtrise en économie à l'université de Cambridge (Wolfson College), ainsi qu'une maîtrise en administration publique à l'université Harvard, où il a reçu un Lucius N. Littauer Fellow Award en récompense de son travail remarquable.
Il est membre du conseil d'administration du Forum économique mondial.
Élu au Parlement de Singapour pour la circonscription multi-membre de Jurong (Ouest) pour le Parti d'action populaire (PAP) de 2001 à 2023 et vice-Premier ministre de 2011 à 2019 sous Lee Hsien Loong, il est, entre autres, ministre de l'Éducation de 2003 à 2008, des Finances de 2007 à 2015 et de la Main d'œuvre de 2011 à 2012,.
Il est candidat au poste de président de la République lors de l'élection de 2023. Il remporte le scrutin avec 70 % des voix, un record dans le pays pour une élection présidentielle au scrutin direct. Il devient également le premier président élu face à d'autres candidats à être d'une ethnie autre que chinoise, sa prédécesseure ayant été élue en l'absence d'adversaire,. Sa prise de fonction intervient le 14 septembre 2023.